# Ministère de l'Industrie (Indonésie)
Pour les articles homonymes, voir Ministère de l'Industrie.
Le Ministère de l'Industrie de l'Indonésie (en indonésien : Kementerian Perindustrian) est le ministère du cabinet indonésien chargé du développement de l'industrie dans le pays.

## Responsabilités

Le bâtiment du ministère, en 2023.

Les fonctions du ministère sont les suivantes : 
- coordination et synchronisation de la conception, de la détermination et de l'exécution de la politique ministérielle dans l'industrie
- exécution de conseils techniques et supervision de la mise en œuvre des politiques dans l'industrie
- recherche et développement dans l'industrie
- mise en place d'un soutien substantiel et administratif dans l'organisation ministérielle
- gestion des biens de l’État sous la responsabilité du ministère

## Organisation
Le ministère est organisé comme suit : 
1. Secrétariat Général
2. Direction générale des industries agricoles
3. Direction générale des industries chimiques, textiles et Aneka
4. Direction générale des industries des métaux, des machines, des transports et de l'électronique
5. Direction générale des petites et moyennes industries
6. Direction générale du développement des régions industrielles
7. Direction générale de la résilience et du développement de l'accès industriel international
8. Inspection générale
9. Agence de Recherche et Développement Industrielle
10. Conseiller spécial du ministre sur le renforcement des structures industrielles
11. Conseiller spécial du ministre sur l'amélioration de l'utilisation des produits locaux
12. Conseiller spécial du ministre sur les ressources industrielles